# Microregione di Cruzeiro do Sul
Cruzeiro do Sul è una microregione dello Stato dell'Acre in Brasile, appartenente alla mesoregione di Vale do Juruá.

## Comuni
Comprende 5 comuni:
- Cruzeiro do Sul
- Mâncio Lima
- Marechal Thaumaturgo
- Porto Walter
- Rodrigues Alves